# Jean-Baptiste Bertrand
Jean-Baptiste Bertrand, född 25 mars 1823 och död 26 september 1887, var en fransk konstnär.
Bertrand studerade i Paris och Italien. Han deltog under tolv år i utsmyckningen av kyrkan Notre-Dame de Paris och utförde dessutom allegoriska och historiska målningar, ofta med tragiskt innehåll.